# Humber (automoción)
Humber Car Company fue un fabricante británico de automóviles, fundado en 1868 como fábrica de bicicletas. En 1898 produjo su primer vehículo de motor, un triciclo, y en 1901 fabricó el primer automóvil convencional de cuatro ruedas. Fue absorbida por el Grupo Rootes en 1931. La marca Humber se mantuvo en el mercado hasta 1976.

## Historia

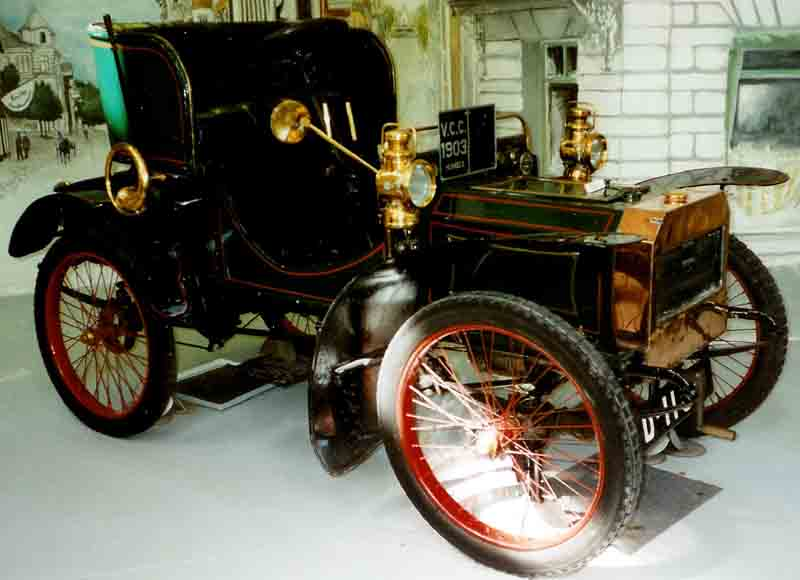
Humber Humberette 5 HP Voiturette (1903).

Thomas Humber fundó en 1868 en Sheffield, Reino Unido una fábrica de bicicletas. En 1889 ya disponía de cuatro plantas de fabricación de bicicletas en Nottingham, Beeston, Wolverhampton y una recién abierta en Coventry, y empezó a producir vehículos de motor. En 1901 se incorporó a la compañía el ingeniero francés Louis Coatalen como diseñador y fruto de ello fue el primer automóvil de Humber, el Voiturette, construido en Beeston, seguido en 1903 del Humberette dotado de un motor monocilíndrico que rendía 5 HP. Aparte de estos vehículos pequeños, Humber produjo en esos años modelos de mayor tamaño, el 12HP y 20HP con motores de 4 cilindros y el 9HP tricilíndrico.
En 1903 Humber llevó su producción a Folly Lane, Coventry, casualmente muy cerca de otro fabricante, Hillman. Los modelos pequeños fueron eliminados en 1905 para concentrarse en los grandes, sin embargo problemas financieros hicieron que en 1908 se cerrase la planta de Beeston y se volvieran a introducir modelos bicilíndricos. En ese momento Coatalen dejó la compañía para unirse a Hillman.
Antes de la Primera Guerra Mundial, Humber llegó a ser el segundo mayor fabricante de automóviles del Reino Unido con una amplia gama de vehículos, desde un nuevo Humberette 8HP de dos cilindros hasta modelos con motores de 6 cilindros y 6 litros de cilindrada. En 1914 patrocinó un ambicioso equipo de tres coches con motores de 4 cilindros de doble árbol de levas en cabeza (DOHC) y 3,3 litros para disputar la RAC Tourist Trophy. Durante la guerra mundial se dedicó a fabricar motores de aviación.
Después de la guerra retomó su producción de vehículos ganando de nuevo justa fama entre el público británico con modelos como el 8/18HP, el 9/20HP, el 14/40HP y el 20/55HP, dotados todos ellos de motores de distribución entrada en cabeza y salida lateral (IOE).
En 1925 Humber compró el constructor de vehículos comerciales Commer y en 1928 su competidor Hillman, sin embargo la Depresión de 1929 le afectó duramente siendo absorbida por el Grupo Rootes en 1931.
Dentro de la particular política de marcas de Rootes, Humber se convirtió en la marca de la gama alta de la compañía. La marca Humber perduró hasta 1976 cuando tras la toma de control de Rootes por parte de Chrysler para formar Chrysler Europe en 1967, el último vehículo de la marca, el Humber Sceptre, fue descatalogado.

### Fabricante de bicicletas y motocicletas (1887-1918)

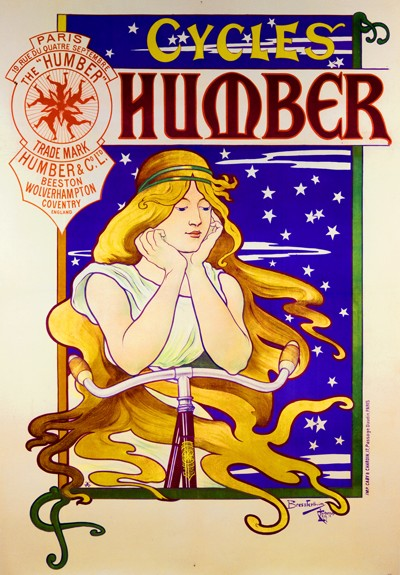
Anuncio de Humber Francia

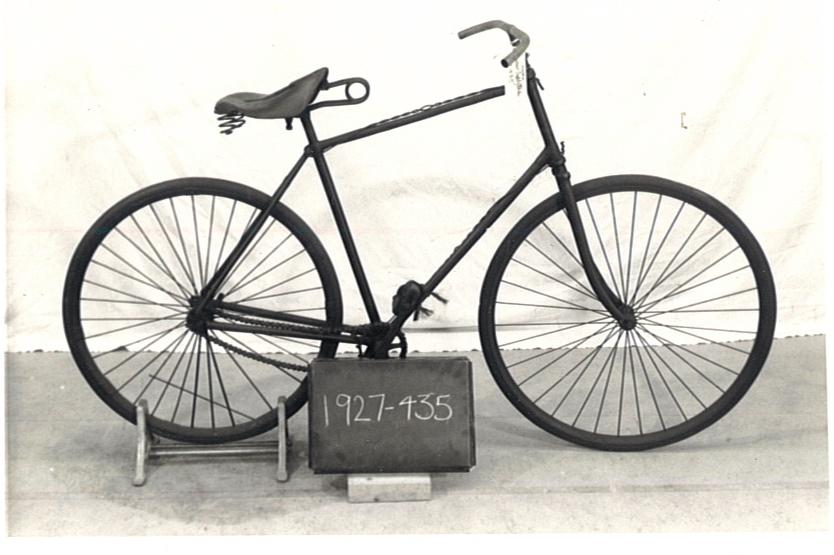
Bicicleta Humber (c. 1890)

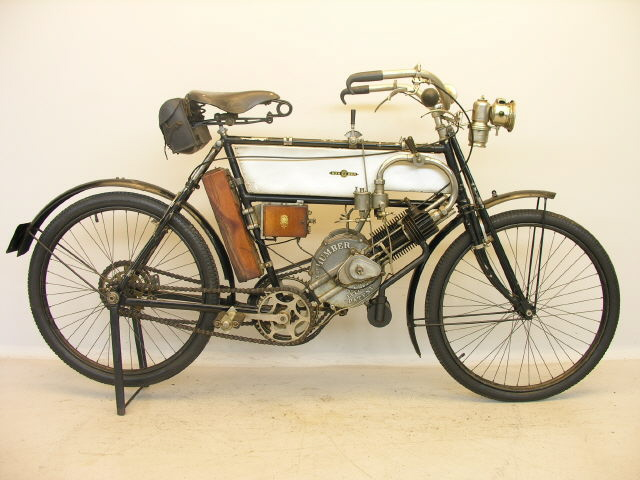
Motocicleta de 2¾ CV, 1904

La industria de las bicicletas se consolidó a finales de la década de 1880. Thomas Humber y su socio T. Harrison Lambert vendieron su negocio, Humber Cycles, a un grupo de inversores que estaban reuniendo varios otros fabricantes de bicicletas importantes, que posteriormente introdujeron en bolsa. Tal fue el reconocimiento del público de los productos Humber por su alta calidad y fiabilidad, que toda la nueva organización pasó a denominarse Humber & Co Limited, aunque Humber no era el mayor de los fabricantes agrupados. Thomas Humber llegó a un acuerdo para dirigir toda la empresa con factorías en Coventry y Wolverhampton, así como en Beeston. Se retiró en 1892, tras finalizar su contrato de 5 años.
La empresa Humber se expandió por Europa. En 1896, su subsidiaria Humber (Francia) se unió a La Société des Vélocipedes Clément y a La Société des Cycles Gladiator, obteniendo sus títulos de bolsa para formar "uno de los mayores monopolios de la bicicleta en Europa", con la intención de reforzar la posición de Humber en Francia. Los directores expresaron el mayor interés en la nueva industria de los vehículos motorizados, para lo que el monopolio decidió levantar una gran factoría en la localidad de Levallois-Perret. En el momento de la emisión de acciones, se les comunicó a los inversores que ya se habían establecido agencias en las principales ciudades de Francia y del mundo, como San Petersburgo, Copenhague, Milán, Atenas, Bruselas, Bucarest, Ámsterdam, Lisboa, Buenos Aires, Santiago, Constantinopla, Argel, Sfax, Túnez, Alejandría, Saigón, Hong Kong, Puerto Saíd y en toda Sudamérica. El presidente del nuevo monopolio era el presidente de Dunlop Pneumatic Tyre Co, y otro director era el gerente de Dunlop Francia. Las negociaciones entre las partes implicadas se completaron a través del polémico financiero británico Ernest Terah Hooley.
El ambicioso nuevo monopolio no tuvo éxito. Las disputas entre los socios se eternizaron a través de los tribunales ingleses hasta el cambio de siglo. Una severa recesión económica en 1899 provocó una reestructuración financiera y la fundación de una nueva compañía, Humber Limited, para continuar con el negocio existente.

### Primera serie de automóviles

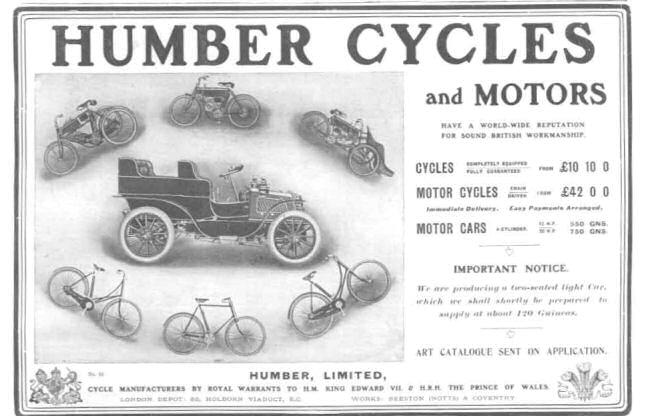
Fabricantes de bicicletas
de la Casa Real, 1903

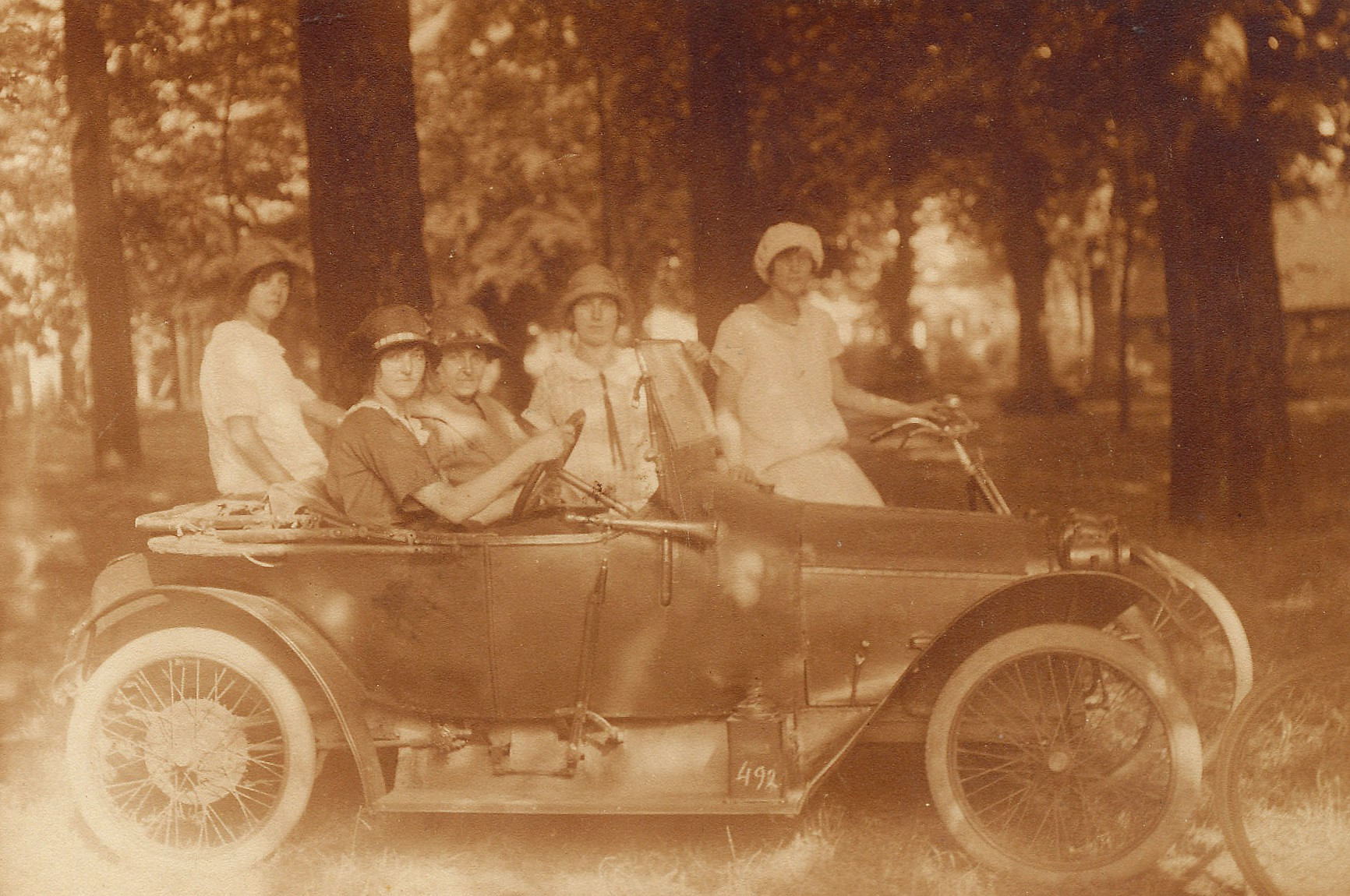
Humberette (c. 1912)

En 1896, Humber construyó un prototipo y nueve automóviles en sus nuevas instalaciones de Coventry. En noviembre de 1896 se exhibió un automóvil en el Stanley Cycle Show en Londres. Se dice que son los primeros automóviles producidos en serie fabricados en Inglaterra.
En la siguiente reunión general de Humber & Company en 1897, el director administrativo manifestó que habían recibido muchas cartas preguntando si se iba a producir un vehículo motorizado, y que de hecho habían estado trabajando en este proyecto durante dos años, pero que habían retrasado la producción hasta que encontraron un motor adecuadamente fiable. Después de haberlo encontrado, se estaban preparando para la producción.
El primer automóvil de Humber fue producido en 1898. Era un triciclo con ruedas de bicicleta. Su primer automóvil convencional de cuatro ruedas apareció en 1901. Los automóviles empezaron a producirse en Beeston, cerca de Nottingham, así como en Stoke, Coventry, lo que permitió separar distintos diseños. Al igual que con las bicicletas, los productos de Beeston Humber conservaron su imagen de alta calidad. La factoría de Beeston se cerró en 1908, con la apertura de la nueva fábrica en Stoke.
Las ganancias de Humber pasaron de 16.500 libras en 1905 a 106.500 al año siguiente, y a 154.400 libras en 1907.
El 12 de marzo de 1908 se inauguraron oficialmente las nuevas instalaciones de la empresa en Stoke, a las afueras de la ciudad de Coventry. Los nuevos edificios cubrian una superficie de 54 000 m2 y permitieron el empleo de 5000 trabajadores. Los nuevos talleres fueron diseñados para producir 150 automóviles y 1500 bicicletas semanales. Se realizó otra reestructuración financiera en 1909. En 1911 se hicieron cargo de Centaur Cycle Company.
En esta época, ya se producía una amplia gama de automóviles, desde el Humberette de 600 cc hasta varios modelos de seis cilindros y 6 litros. En 1913, Humber fue tras Wolseley el segundo mayor fabricante de automóviles en el Reino Unido. Revivido por la Primera Guerra Mundial, Humber produjo motocicletas y bicicletas para el Ejército Británico, así como automóviles.

### 1919-1939
La depresión posterior a la Primera Guerra Mundial, obligó a la reconversión de la industria británica principios de la década de 1920, época en la que el público pasó de las bicicletas a las motocicletas, así como a los automóviles. En esta época, numerosas empresas como Rover, Singer, Swift, Triumph o Riley renunciaron a la fabricación de bicicletas.

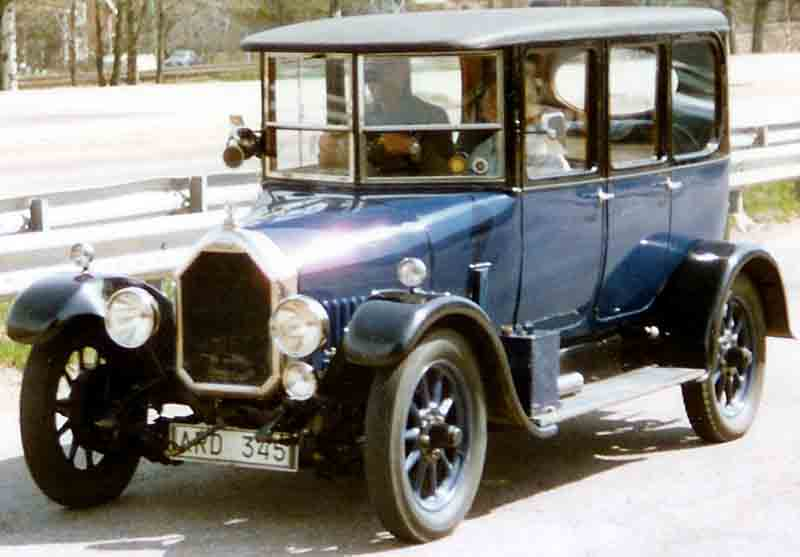
Humber 11,4 HP Saloon (1924)
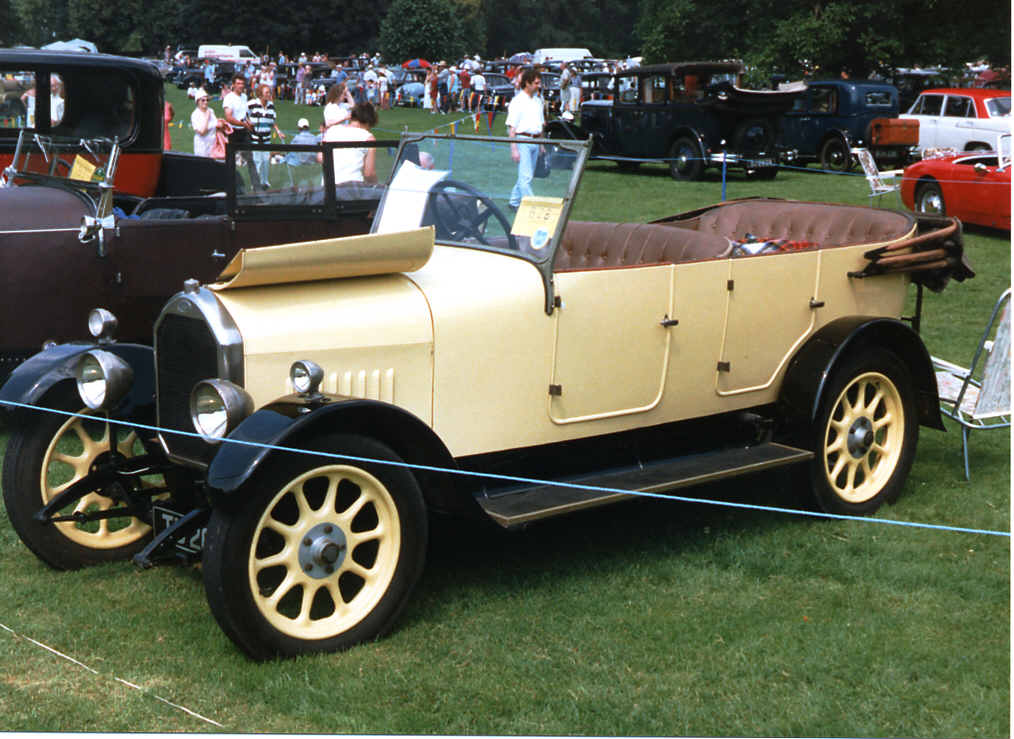
Humber 9/20 Tourer (1926)
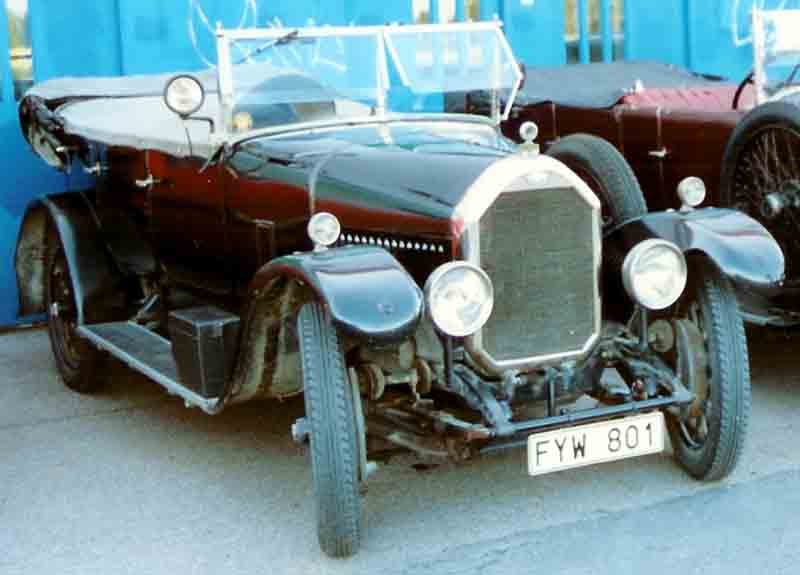
Humber 14/40 HP Tourer (1928)
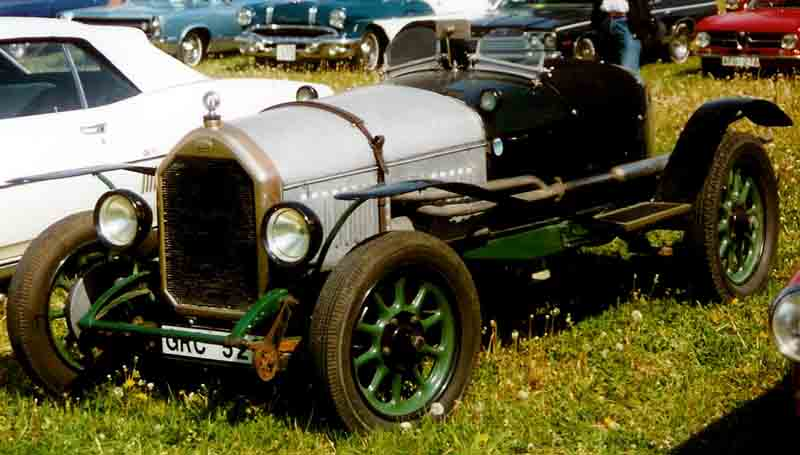
Humber 14/40 HP 2-Seater Sports (1929)

#### Adquisición de Commer
En 1925 Humber inició la producción de vehículos comerciales con la compra de Commer.
En el año de 1928, el presidente de Humber se vio obligado a informar de pérdidas por segundo año consecutivo. La facturación de Commer Cars aumentó sustancialmente, pero la división de vehículos comerciales no había obtenido ganancias. El negocio de las bicicletas mejoró, pero continuaron las pérdidas con las motocicletas. Los automóviles Humber, siendo el producto de mayor calidad y precio, estaban siendo más afectados por las condiciones del mercado que los vehículos fabricados en serie. Humber era entonces conocido como uno de los automóviles de alta gama más antiguos y conocidos.

#### Antes de Rootes
El presidente, Stanley Brotherhood, señaló en una reunión especial de accionistas el comportamiento excepcionalmente bueno de uno de los automóviles 14-40 conducido por Earl Fitzwilliam y su hermano, que acababan de regresar de atravesar 7200 km por Europa central, incluidas las peores carreteras de los Balcanes. A continuación informó sobre el "rediseño drástico" de los automóviles de Humber que, junto con la mejora de su apariencia y rendimiento, y unos precios revisados, se esperaba que mejoraran el rendimiento de los productos en el mercado.
La mención del rediseño drástico en esa reunión especial fue seguida por otra reunión para discutir la fusión de Humber y su filial parcial, Hillman Motor Car Company. Hillman, explicó el presidente, fabrica uno de los automóviles a precios medios más populares y proporcionaría un socio adecuado para los productos distintivos de Humber. Los accionistas estuvieron de acuerdo en que la fusión debería continuar en los términos propuestos.

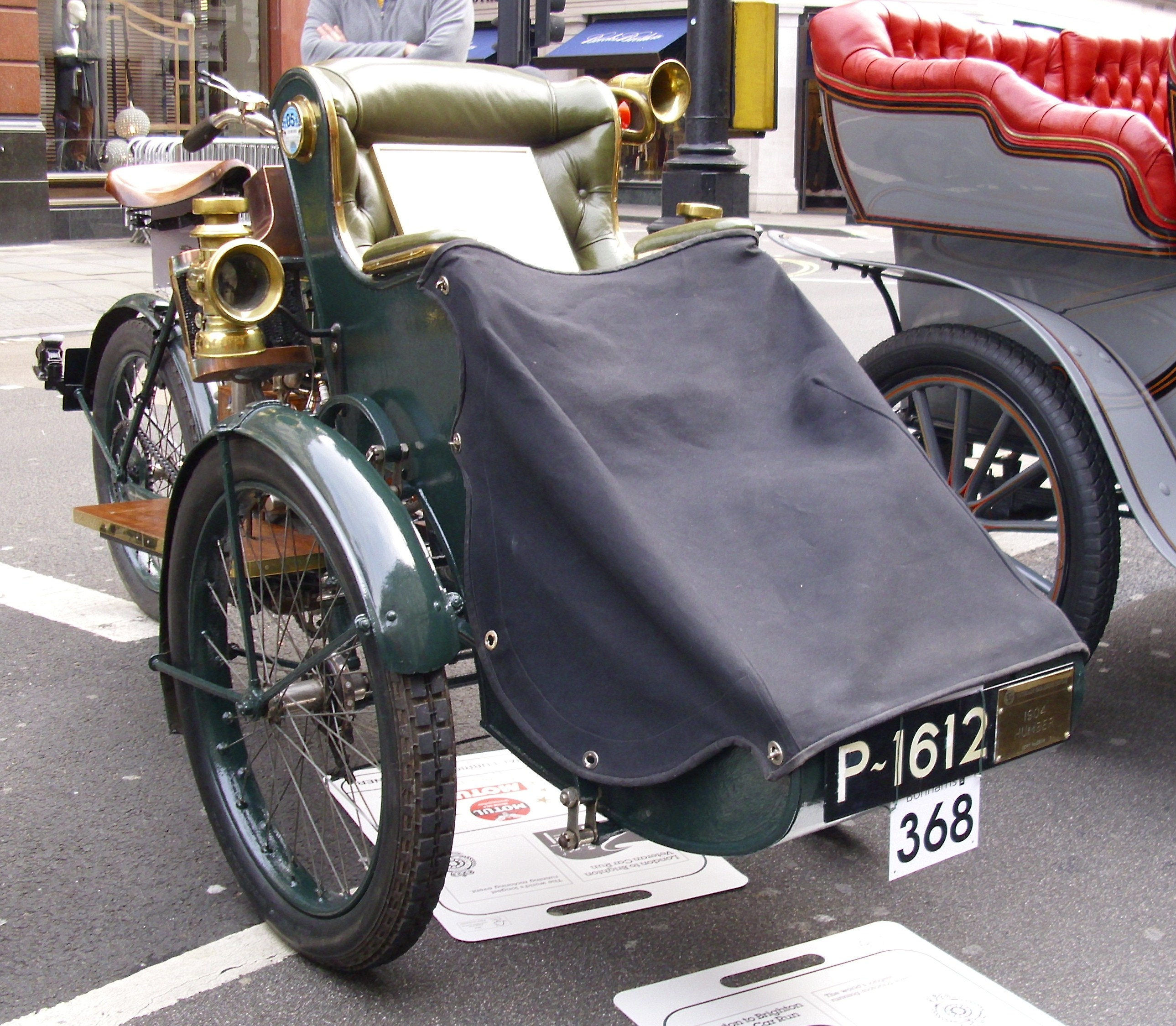
Forecar (1904)
Humberette 5 hp (1904)
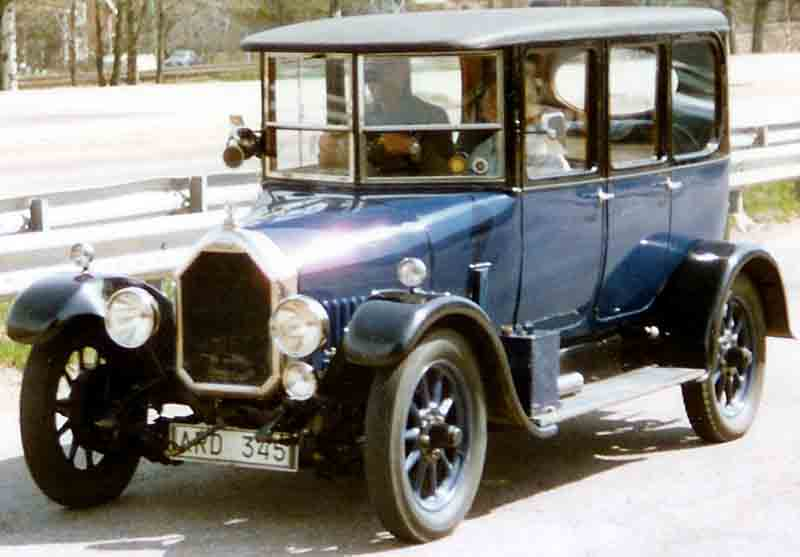
11.4 hp saloon (1924)
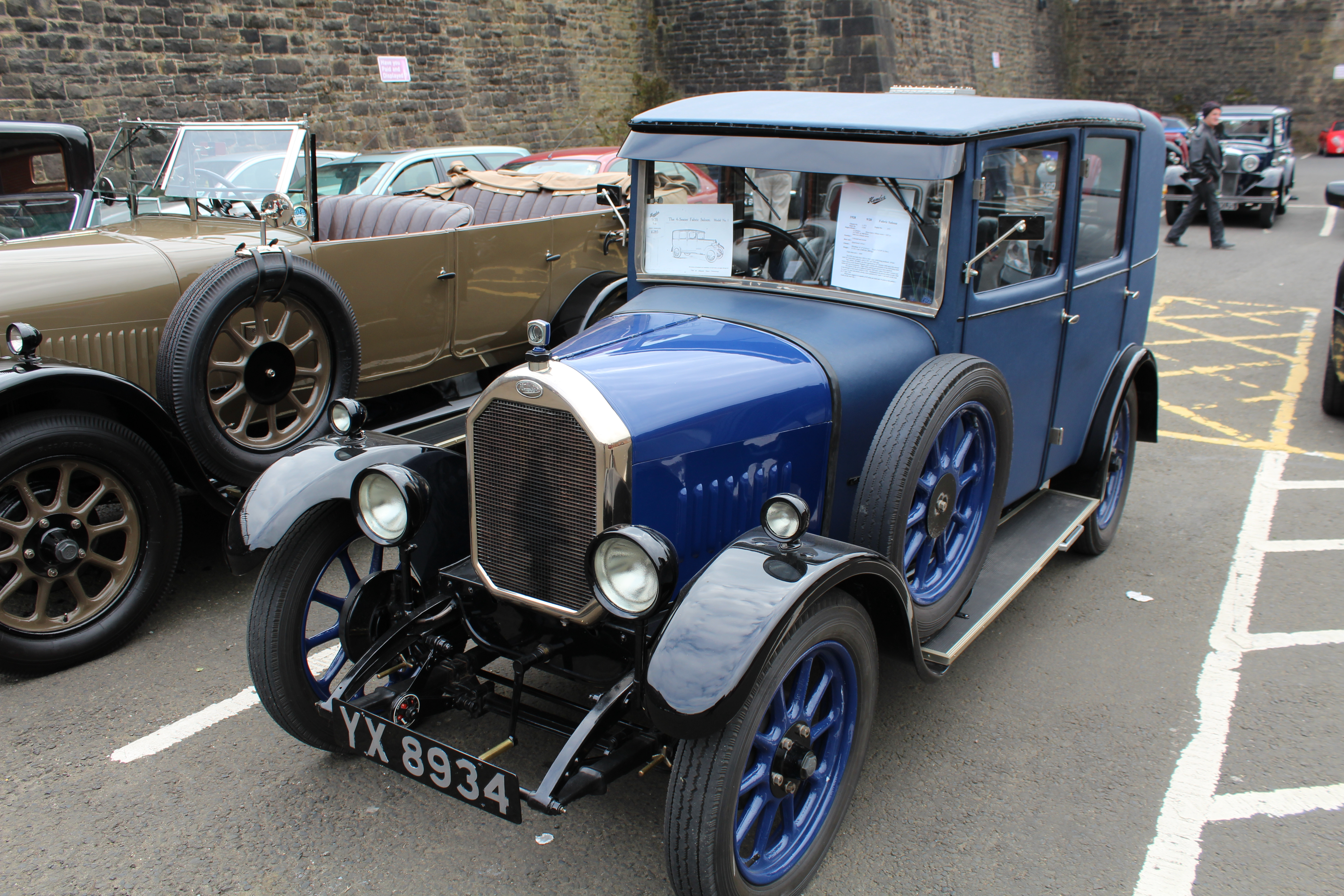
9-20 hp saloon de fábrica (1928)
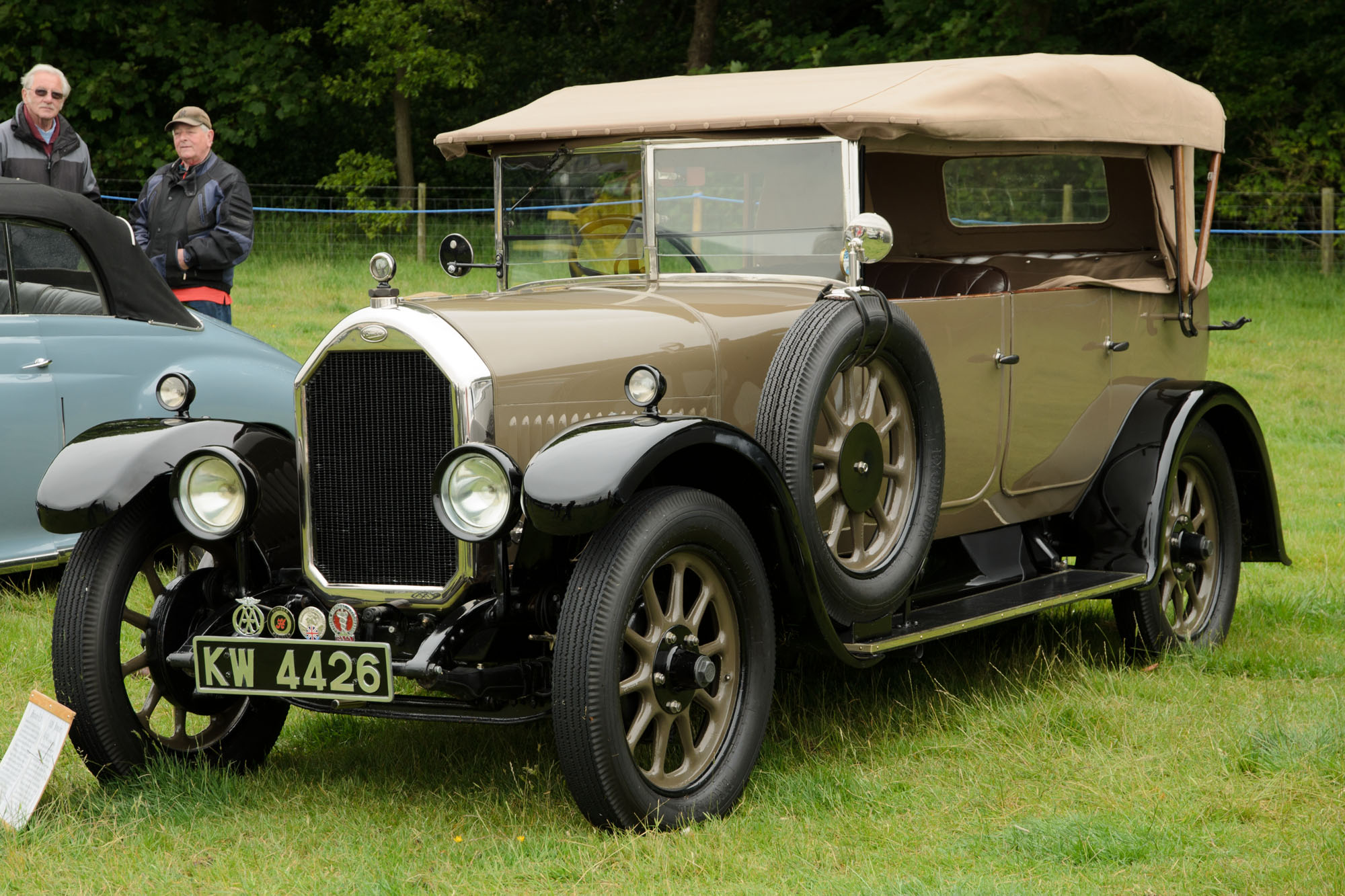
14-40 hp tourer 1928 in Humber Mole paintwork

En 1929 Hillman, bajo el control de los hermanos Rootes, se fusionó con Humber -la sociedad conjunta todavía no quedó bajo el control de los hermanos Rootes-, pero las habilidades de mercadotecnia de William Rootes se pusieron inmediatamente en juego, cuando Rootes Limited fue nombrado "Exportador mundial" de la nueva sociedad. En diciembre de 1929, revisando el ejercicio de 1929, el presidente dijo a los accionistas que Humber había presentado tres nuevos modelos: el 16-50 (para el Salón del Automóvil de 1928); y el Snipe y un pulman de siete asientos (para el Motor Show de octubre de 1929). Por el momento, los modelos 9-28 y 20-65 hp continuarían fabricándose, pero a un precio reducido.

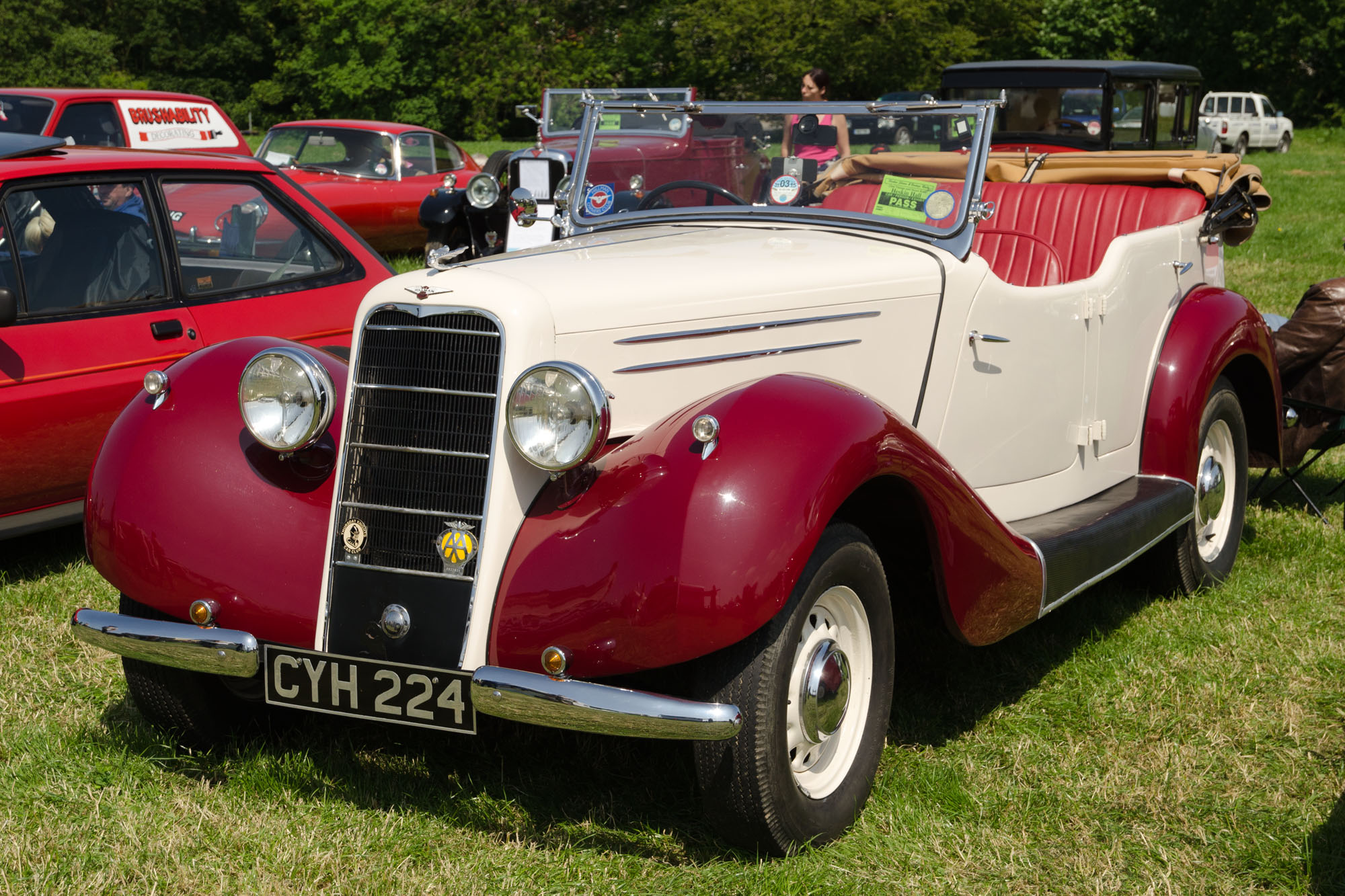
Hillman Hawk 3.2-litre seis cilindros con estribos y guardabarros delanteros aerodinámicos (1936)

#### Humber absorbida por Rootes
Más adelante, los acontecimientos de esta época en Humber serían comparados al colapso de la empresa Wolseley en los años 1920. La independencia de Humber terminó en 1931, cuando los hermanos Rootes compraron una participación mayoritaria con el apoyo financiero de Prudential Assurance. Incorporaron sus acciones de Hillman como parte del pago.
En esta etapa se introdujo un Humber Twelve, que parecía un Hillman Minx con la tapa de la rueda de repuesto pintada. Al estallar la Segunda Guerra Mundial en 1939, se vendía bien el Super Snipe con frenos hidráulicos, y una de sus versiones se convirtió en un famoso coche militar.
Humber Cycles
Se produjo un resurgimiento de la demanda interna y de exportación de bicicletas, y en febrero de 1932 Raleigh adquirió todas las marcas de bicicletas de Humber. La fabricación se transfirió a los talleres de Raleigh en Nottingham. Las bicicletas Humber fabricadas por Raleigh difieren de las originalmente fabricadas por Raleigh solo en sus ruedas dentadas y coronas, en las horquillas y algunos detalles de los frenos.
Modelos después de la incorporación de Rootes

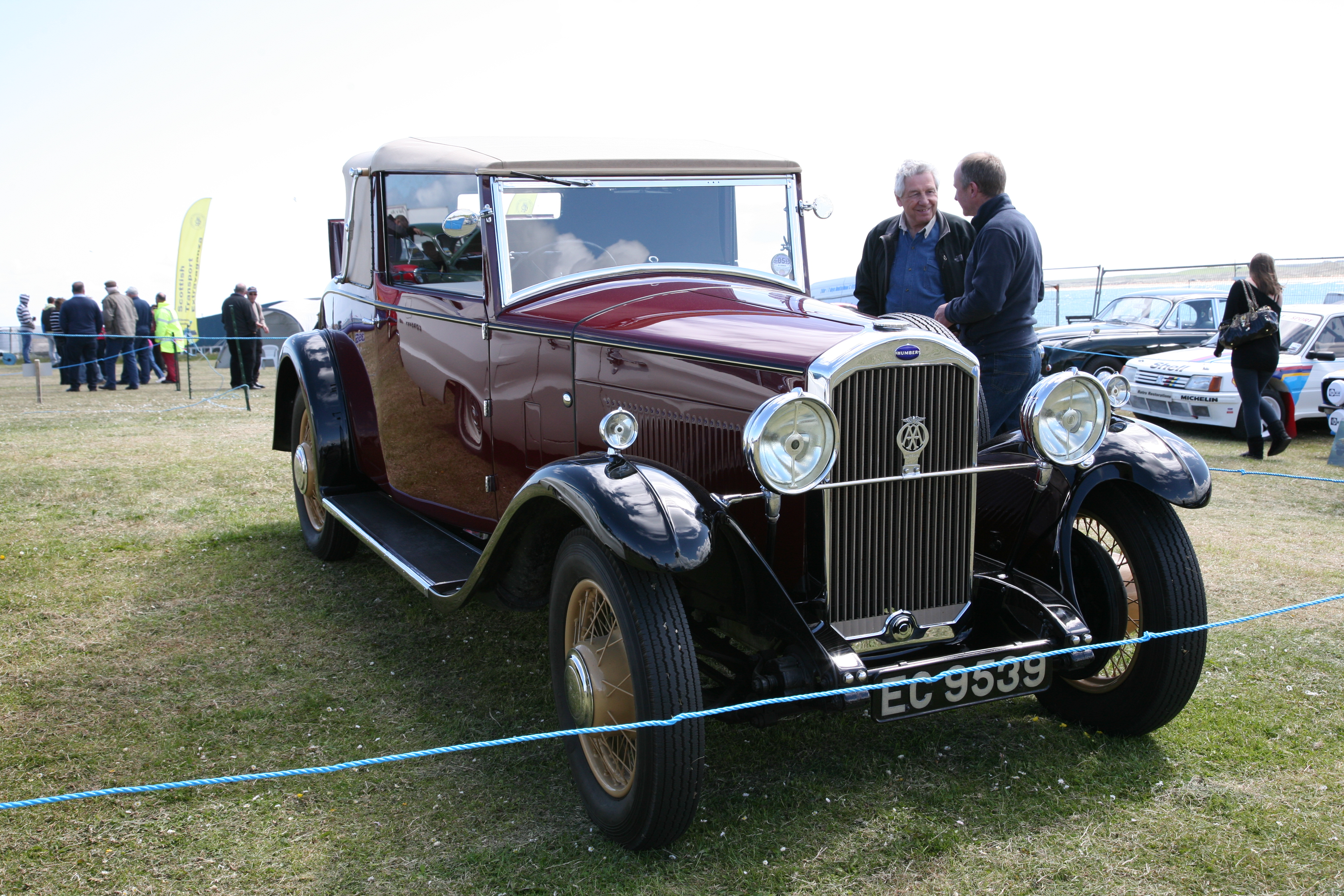
16-50 cupé 1930
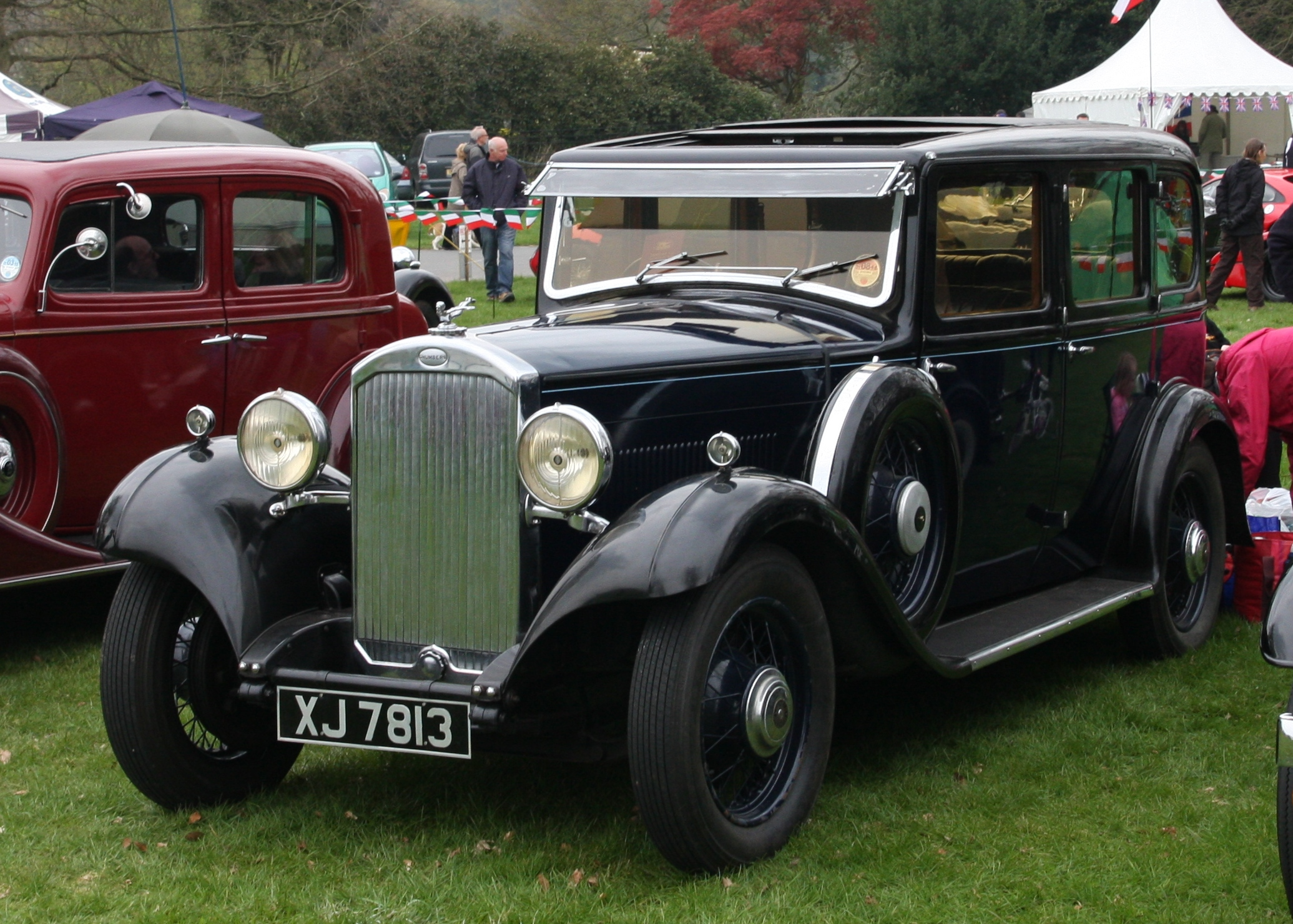
16-60 saloon 1933
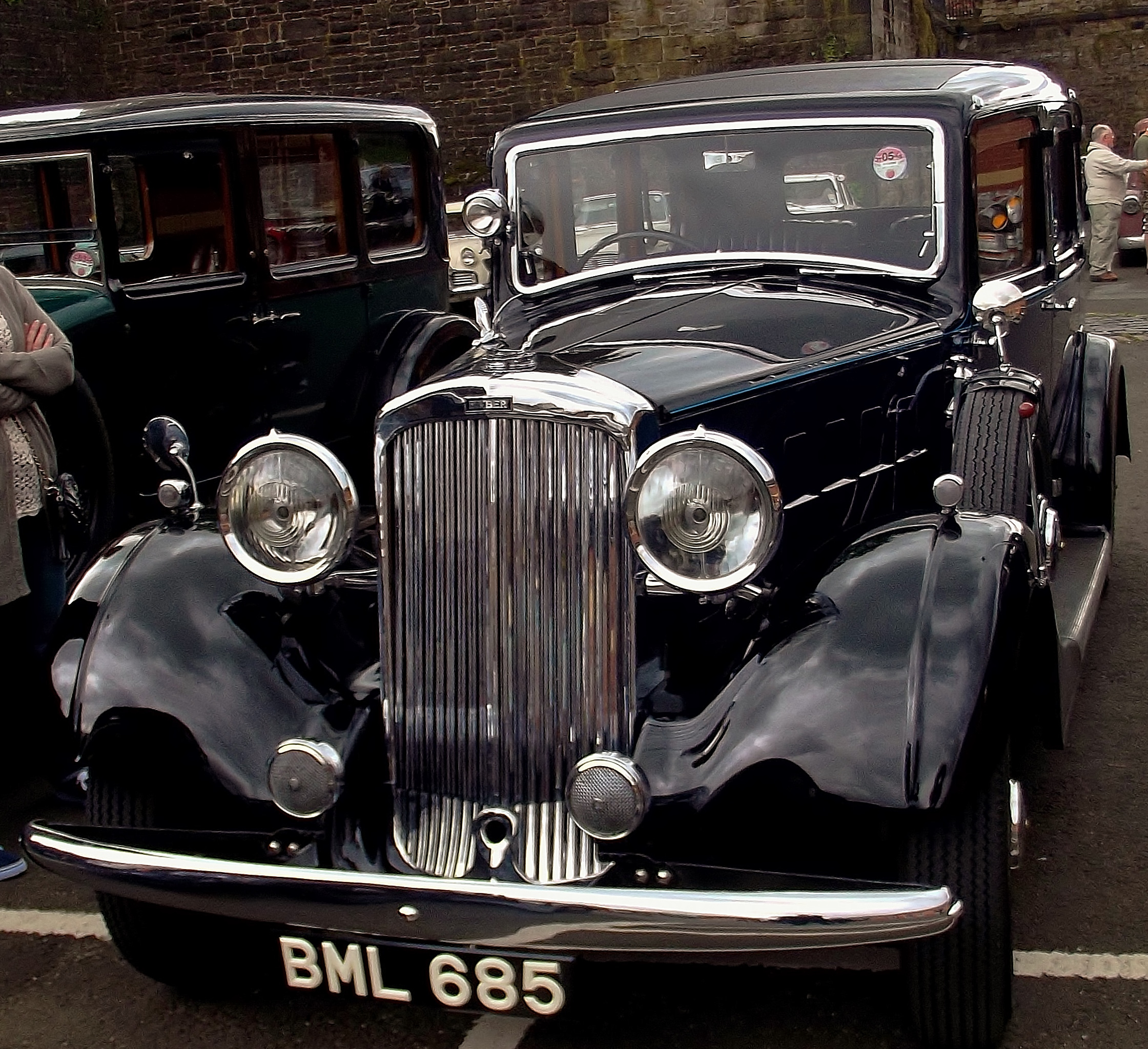
Snipe 1934
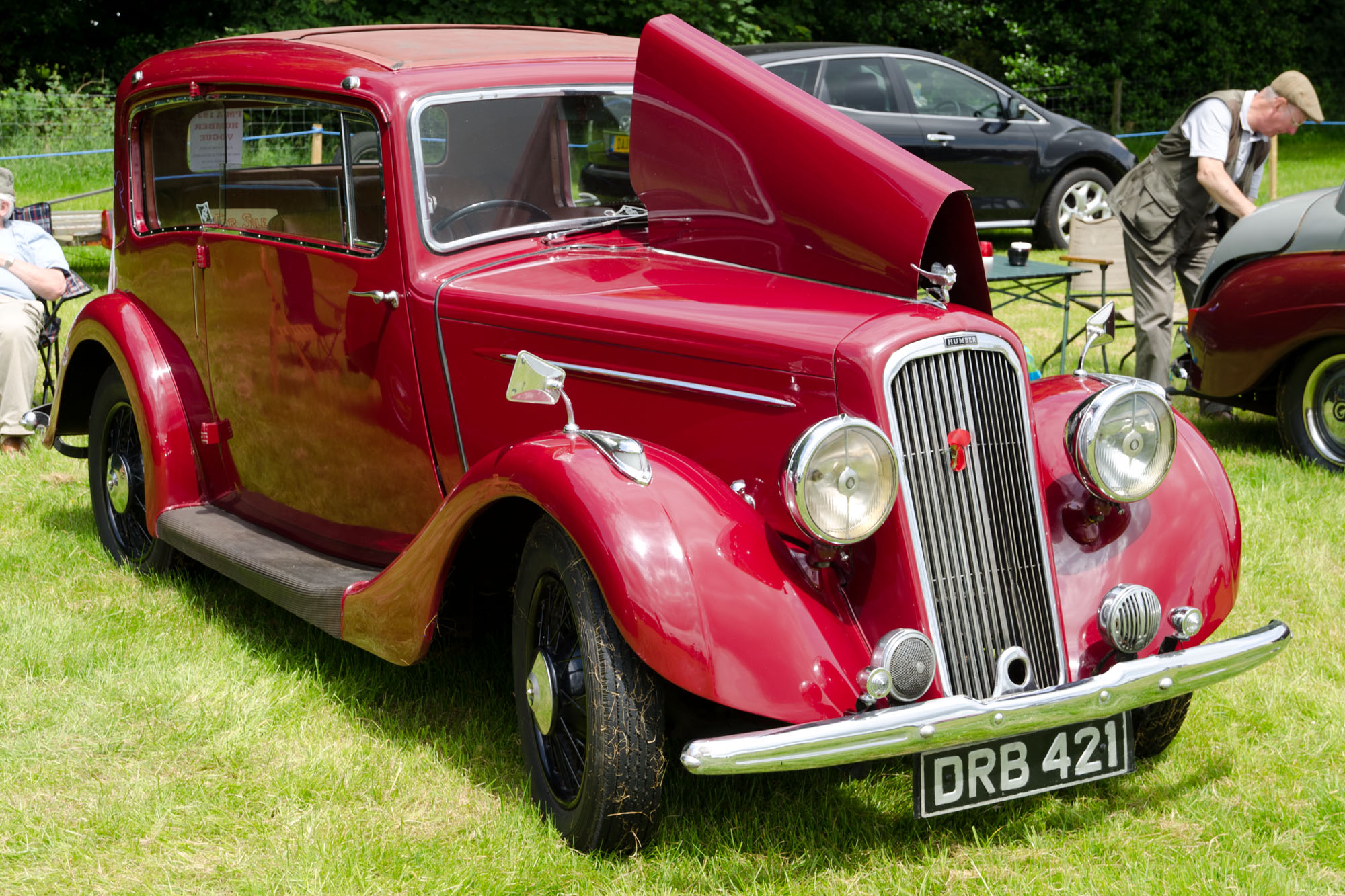
Vogue pillarless 1937
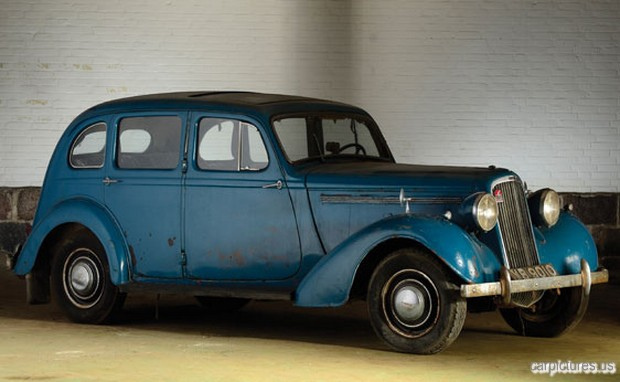
Snipe 1939
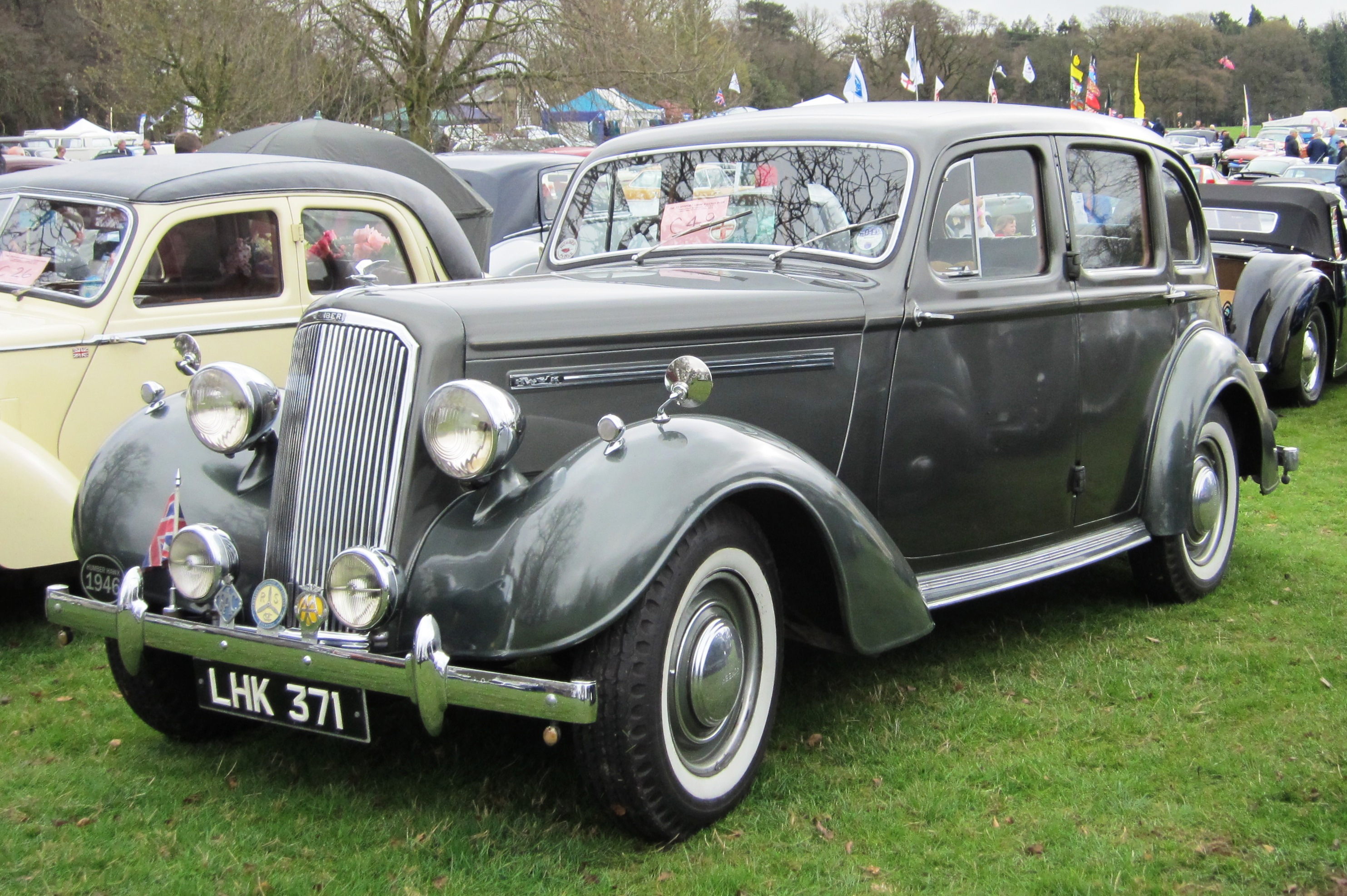
Hawk 1946 (ex Hillman)
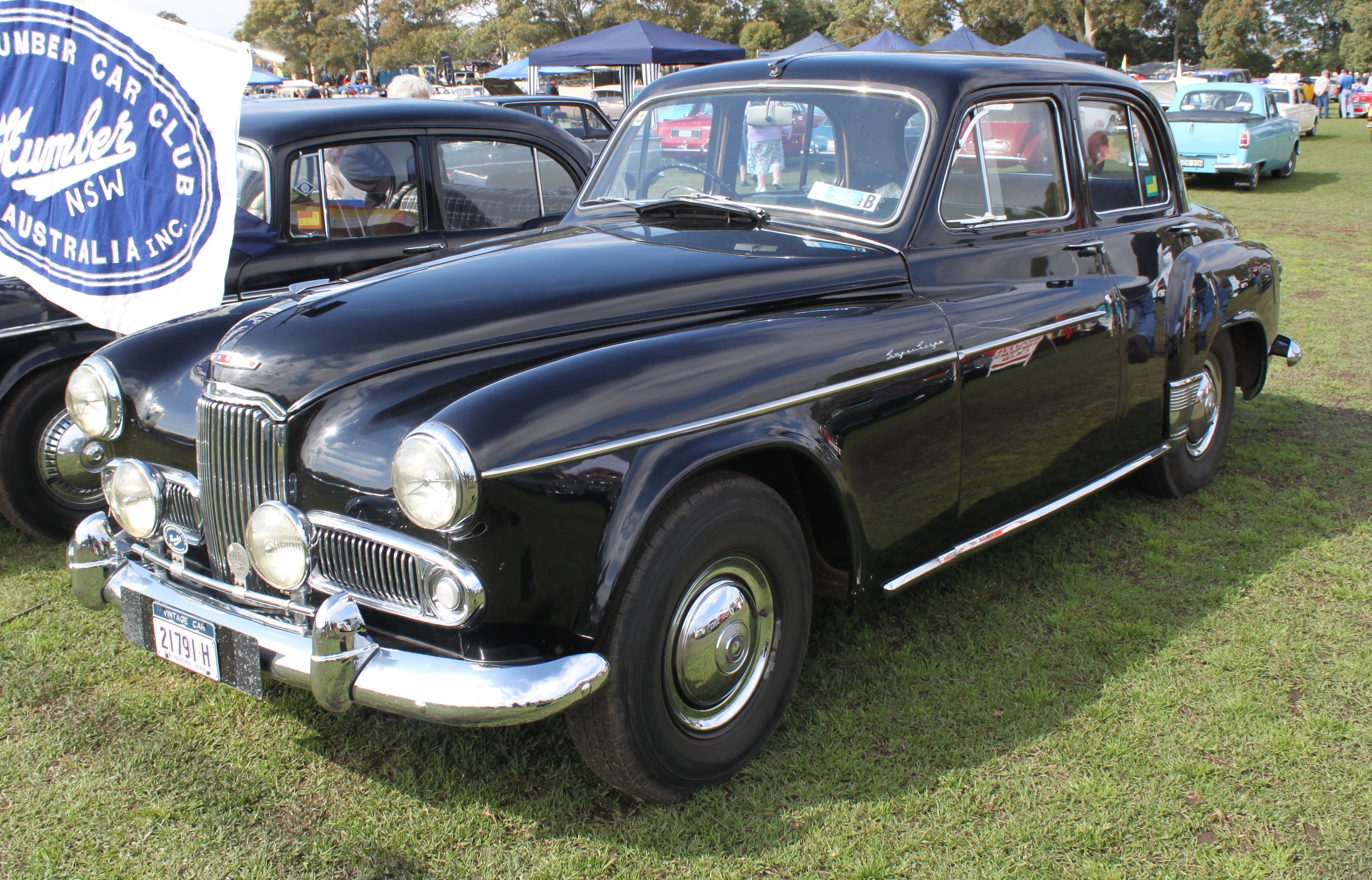
Snipe Mark IV 1955
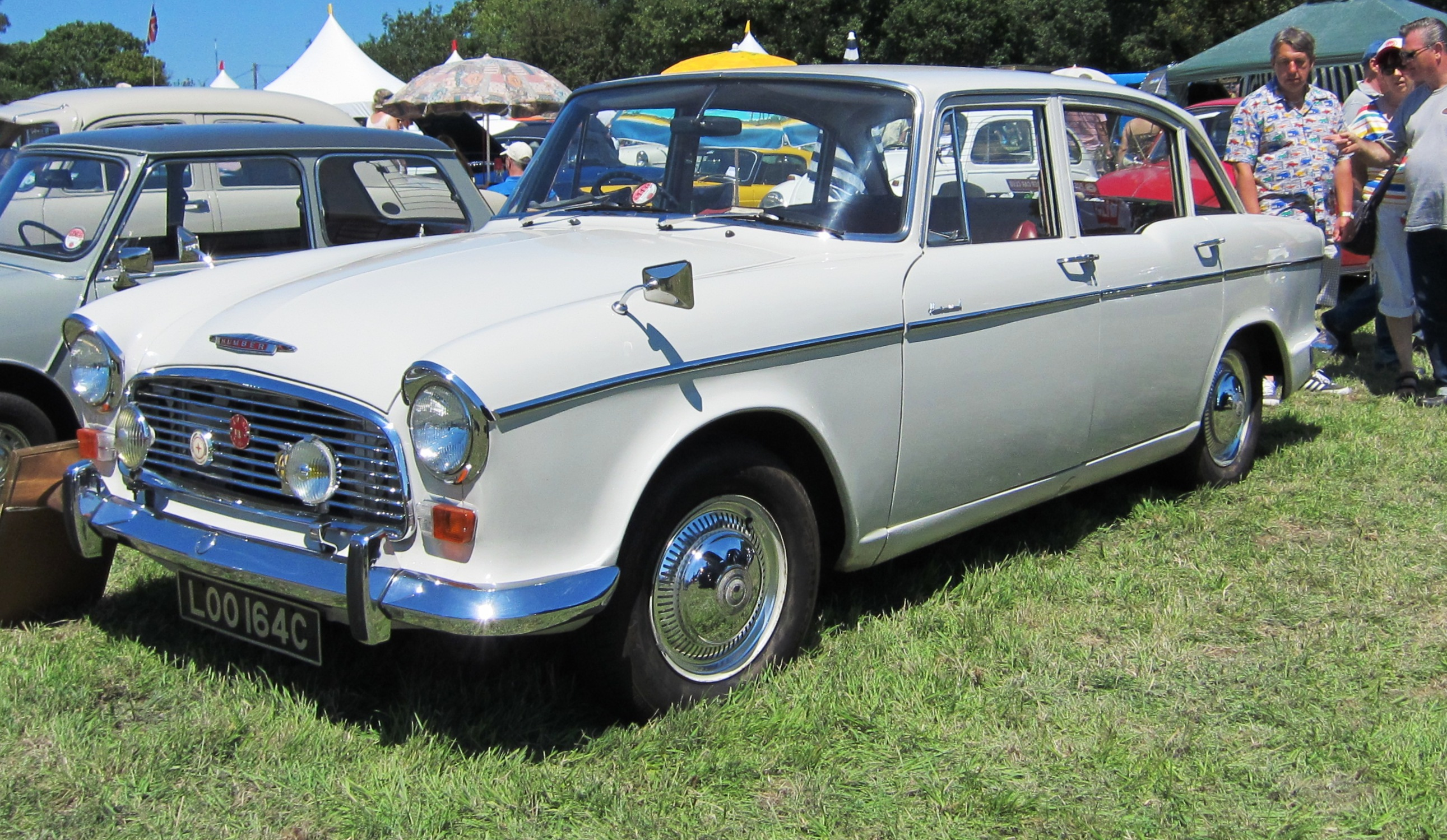
Hawk series IV 1965

### 1939-1945

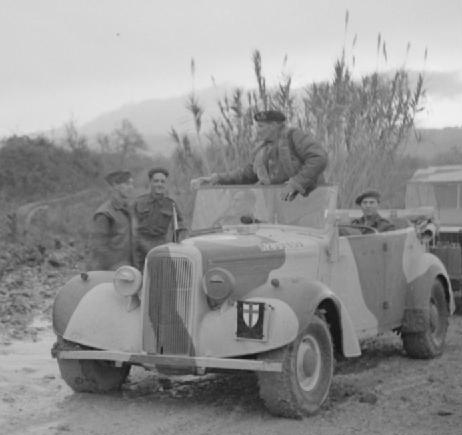
Humber Super Snipe del General Montgomery en Italia, 1943

La planta de Ryton-on-Dunsmore, que se cerró a fines de 2006, se originó en 1939 como una de las llamadas factorías en la sombra británicas, construyéndose originalmente para producir motores aeronáuticos. En Speke, Liverpool, otra fábrica en la sombra se abrió en abril de 1939, dedicada al ensamblaje de bombarderos. En las fábricas existentes se fabricaron automóviles blindados, vehículos de exploración y transportes de personal, junto con muchos otros materiales de guerra.

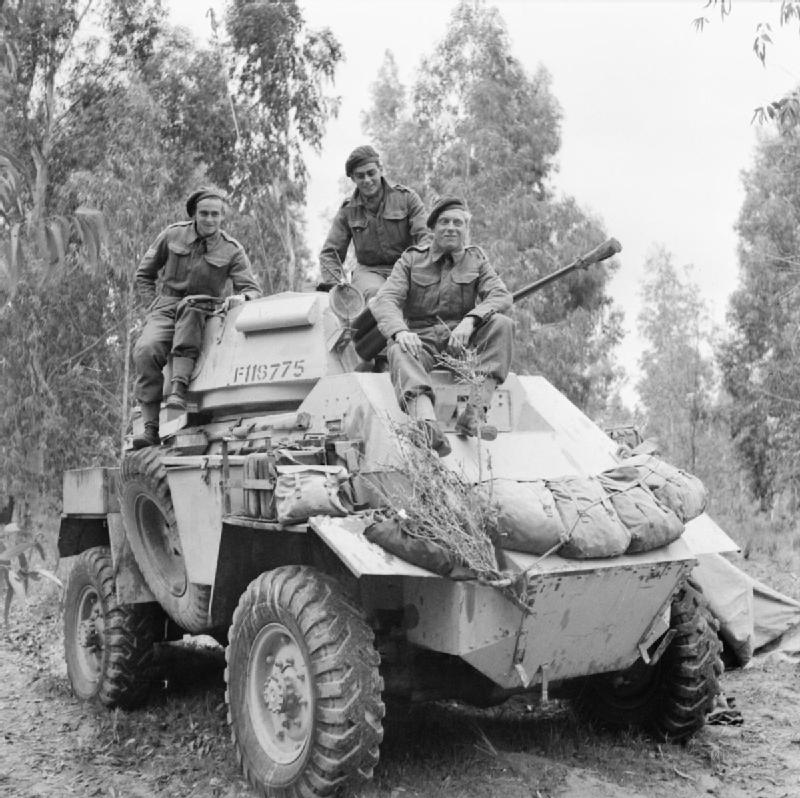
Automóvil blindado Humber. Trípoli (1943)
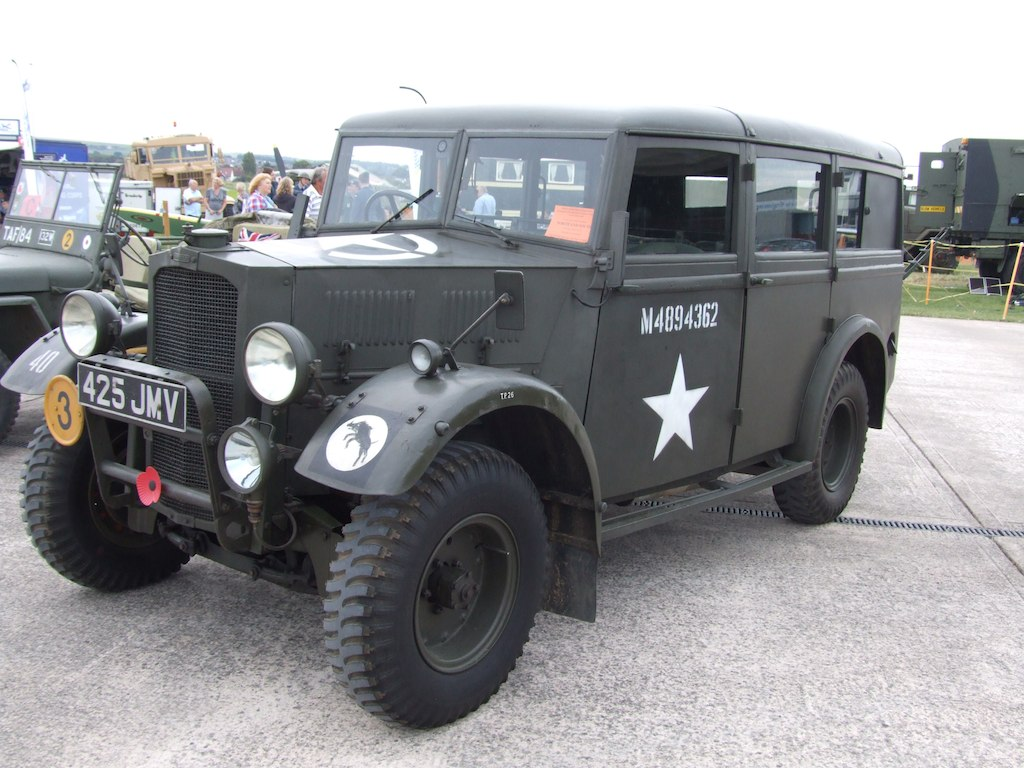
Transporte pesado Humber
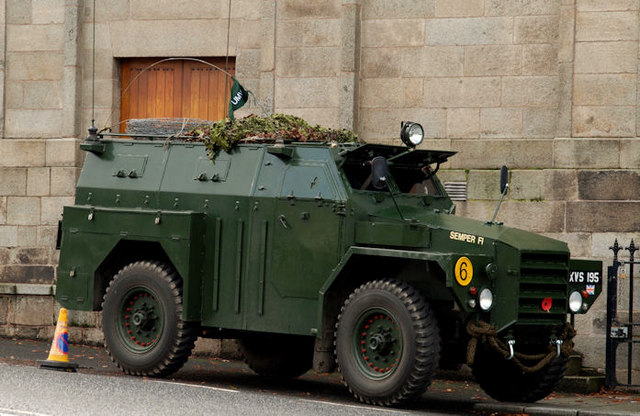
FV 1601 Pig
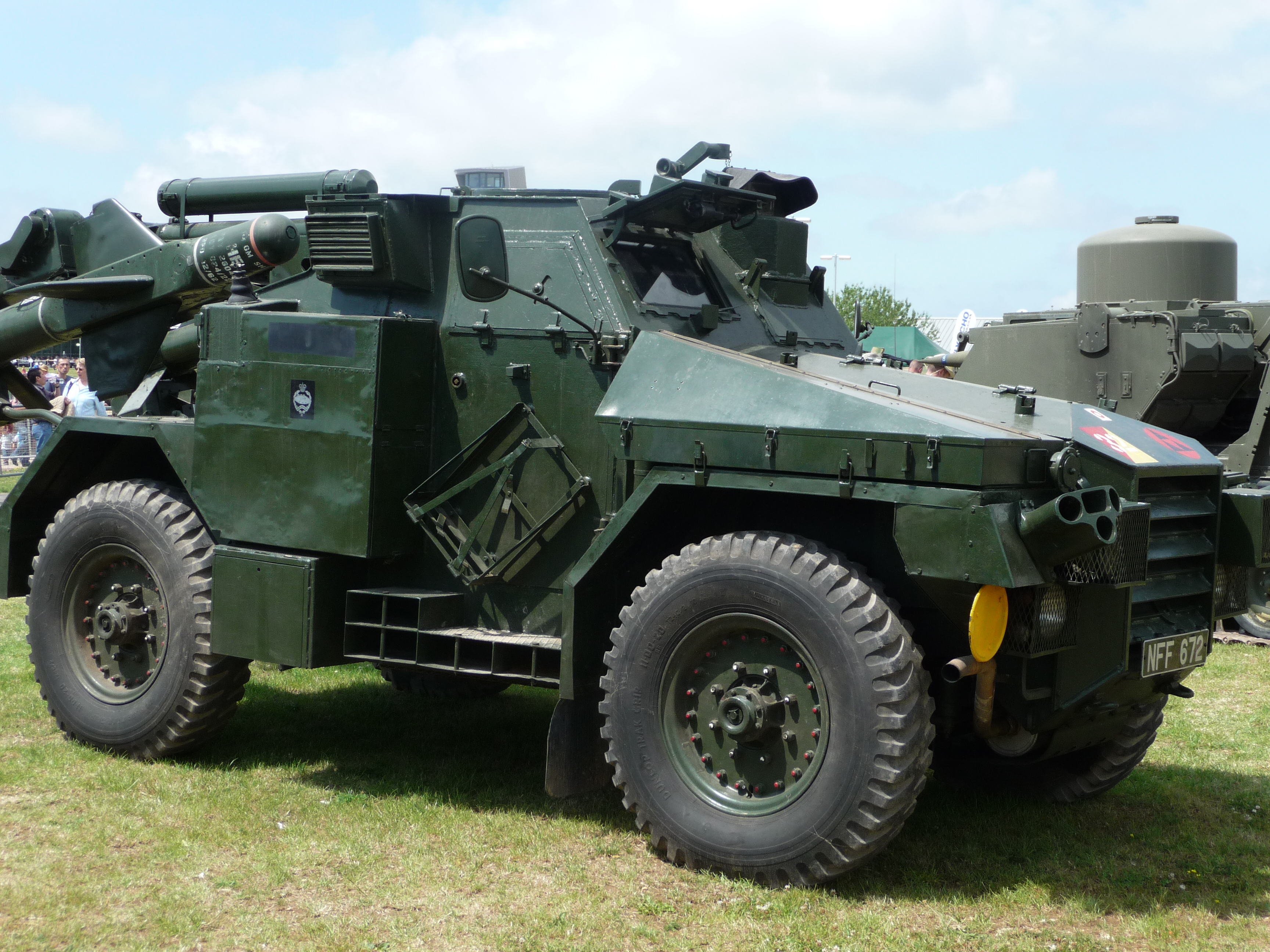
FV 1620 Hornet

El General Montgomery, Comandante de las Fuerzas Británicas y Aliadas en el norte de África durante la guerra del Desierto en la Segunda Guerra Mundial, utilizaba dos tourer abiertos de cuatro puertas Humber Super Snipe especialmente construidos, dotados con protectores delanteros más grandes, piso a prueba de minas, accesorios especiales y tanques de combustible de largo alcance. Se construyeron dos unidades, que se usaron en la campaña de África contra el General Rommel, que utilizaba un Mercedes Benz de gran recorrido y largo alcance. Los Humber de Montgomery eran conocidos como "Old Faithful" y "Victory Car". Los dos se conservan en museos en Inglaterra y son un testimonio de los altos estándares de ingeniería y fabricación de Humber and Rootes Ltd. El  "Victory Car" condujo a Montgomery y a Churchill por las calles de Londres durante los desfiles al final de la Segunda Guerra Mundial.

#### Producción anual de vehículos
- 1929-30— 9.000 unidades
- 1933-34—20.000
- 1937-39—41.000
- 1946-47—42.000
- 1949-50—90.000[21]

### 1945-1967

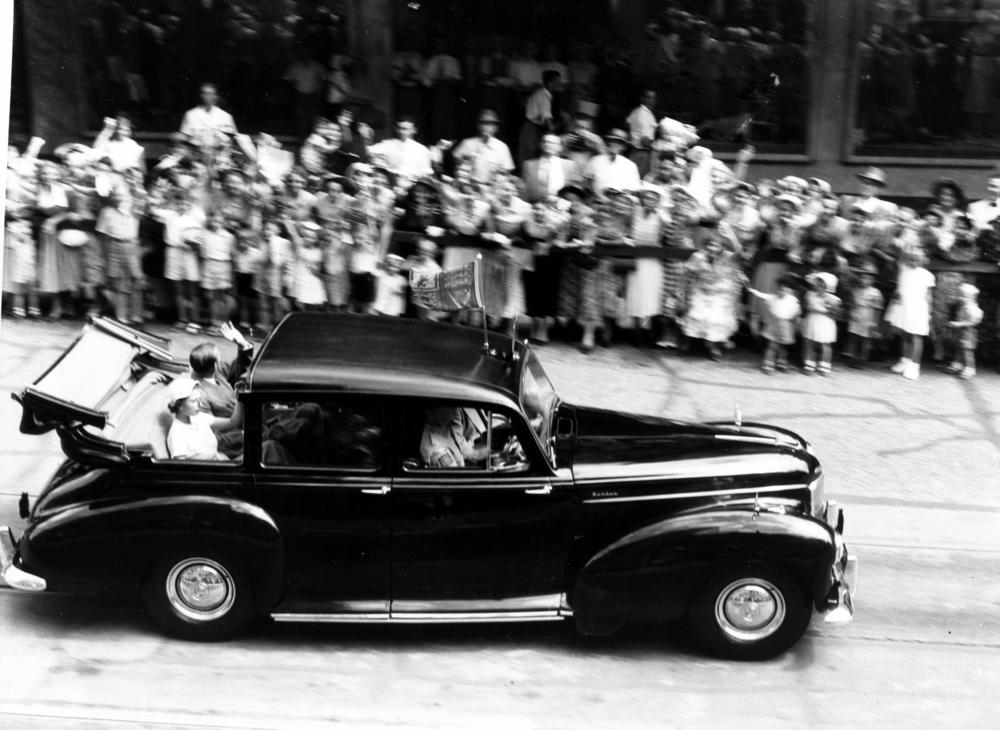
Pullman Landaulette en Brisbane (1954)

En la época de la posguerra, los productos principales de Humber incluían el Hawk de cuatro cilindros y el Super Snipe de seis cilindros. Al ser un coche elegido por hombres de negocios y funcionarios, la empresa ganó una gran reputación por sus interiores bien equipados y su sólida calidad. El Hawk y el Super Snipe pasaron por varios diseños, aunque todos tenían una influencia "transatlántica".
Producción anual de 200.000 vehículos. En 1960, Rootes era la duodécima corporación automovilística más grande del mundo por volumen, con una producción anual de casi 200.000 automóviles, furgonetas y camiones. Empleaba a unas 20.000 personas. Las fábricas del grupo ocupaban 557.000 m² y poseía nueve plantas de ensamblaje fuera de Gran Bretaña. Gestionaba el alquiler de automóviles, adquirieron y administraron escuelas e incluso fabricaron equipos de aire acondicionado. Había alrededor de mil concesionarios solo en el Reino Unido. Los dos hermanos Rootes mantuvieron el control de su grupo desde sus suites contiguas en Devonshire House, Piccadilly. La sala de exposición de Rootes en la planta baja de Piccadilly es ahora una sala de exhibición de Audi.
El modelo Imp y Chrysler. El éxito de la British Motor Corporation con el Mini hizo que Rootes acelerara el desarrollo de su propio automóvil pequeño. Se planificó una nueva planta de ensamblaje, pero el gobierno estaba obligando a los principales empleadores a construir las nuevas plantas en aquellos lugares donde había excedentes de mano de obra. Jaguar resolvió su problema de expansión comprando Daimler y su planta de Coventry con una fuerza de trabajo con experiencia, pero Rootes seleccionó un sitio nuevo para la factoría de su Compañía de Acero Prensado, cerca del aeropuerto de Glasgow en Escocia, en Linwood, en las inmediaciones de Paisley.
La nueva fábrica se inauguró oficialmente en mayo de 1963 y el nuevo Hillman Imp de motor trasero salió a la venta al día siguiente, pero hubo dificultades de coordinación entre fábricas agravados por la inexperiencia del nuevo personal, afectando a la fiabilidad de los Imp. Los fuertes gastos de desarrollo del Imp y las pobres ventas en Estados Unidos provocaron pérdidas para el grupo Rootes en 1962 y 1963.
En febrero de 1964, los propietarios de las participaciones minoritarias en Humber Limited (y también en Tilling-Stevens y Singer Motors) vendieron sus títulos a Rootes Motors Limited, adquiriendo acciones de intercambio de Rootes Motors. Humber y sus dos subsidiarias ahora se convierten en subsidiarias de propiedad total de Rootes Motors Limited.
Una de las últimas grandes gestiones del para entonces Lord Rootes, que moriría en diciembre de 1964, fue abrir negociaciones para la venta del Grupo Rootes a la Chrysler Corporation. Chrysler tomó el control del grupo británico en 1967.

### 1967-1976
El último de los grandes Humber tradicionales, la serie VA Super Snipe (equipado con dos carburadores Stromberg CD 100) se vendió en 1968, año en el que Chrysler canceló la producción. Varios modelos V8 habían estado en preproducción en aquel momento, pero nunca se vendieron al público, aunque todavía se conservan varios de estos prototipos.
El último automóvil nuevo de Humber y Rootes fue la segunda generación del Humber Scepter, una variante de su modelo Rootes Arrow. La marca se retiró del mercado en 1976, cuando todos los Hillman se convirtieron en Chrysler.
El Hillman Hunter (otro modelo del Arrow) se mantuvo en el mercado con el grupo bajo el control de Chrysler, hasta que la producción cesó en 1979 cuando Chrysler Europe se vendió a Peugeot y la marca adoptó el nombre de Talbot. La marca Talbot fue abandonada a su vez a finales de 1986 para los turismos, aunque se continuó usando en camionetas durante otros seis años.

## Principales modelos
- Humber 8 1902
- Humber 12 1902
- Humber 20 1903
- Humberette Voiturette 1903-1911
- Humber 8/10 1905
- Humber 10/12 1905–1907
- Humber 30/40 1908–1909
- Humberette Cycle Car 1912-1915
- Humber 11 1912

1919-1939
- Humber 10 1919–1921
- Humber 15.9 1919–1925
- Humber 11.4 and 12/25 1921–1925
- Humber 8/18 1922–1925
- Humber 15/40 1924–1928
- Humber 9/20 and 9/28 1925–1930
- Humber 14/40 1926–1929
- Humber 20/55 and 20/65 1926–1929

Rootes Brothers
- Humber 16/50 1928–1932
- Humber Snipe 1929–1947+
- Humber Pullman 1930–1954+
- Humber 16–60 1933–1935
- Humber 12 1933–1937
- Humber 16 1936–1940
- Humber Imperial 1938–1967+
- Humber Super Snipe 1938–1967+

1945-1967
- Humber Snipe 1929–1947
- Humber Pullman 1930–1954
- Humber Super Snipe 1938–1967
- Humber Imperial 1938–1967
- Humber Hawk 1945–1967
- Humber Sceptre 1961–1967,1967–1976
- Humber Vogue 1963–1966 (Australia)

## Ejemplares conservados

### Automóviles
Existen distintas asociaciones y clubes dedicadas a su preservación, y se conservan muchos de estos automóviles de lujo fabricados antes de la década de 1930.
La colección más grande del mundo de coches Humber de la época de los hermanos Rootes (construidos después de 1930) se puede ver en el Museo Humber Post-Vintage de Marshalls en Hull. Incluye 21 automóviles Humber que datan de 1932 a 1970 en exhibición permanente, más otros 24 que se van restaurando.

### Aviación
Humber produjo varios aviones y motores de aviación en los años previos a la Primera Guerra Mundial. En 1909 la compañía firmó un contrato para construir 40 unidades del Blériot XI monoplano, propulsado por su propio motor de tres cilindros, y cuatro aviones fueron exhibidos en la Muestra Aérea del Olympia celebrada en 1910.
Durante la Primera Guerra Mundial, Humber construyó los motores BR1 y BR2 diseñados para Humber por Walter Owen Bentley y se construyeron más motores en diferentes fábricas en Coventry para el Ministerio del Aire durante la Segunda Guerra Mundial.